# Tudor House and Garden

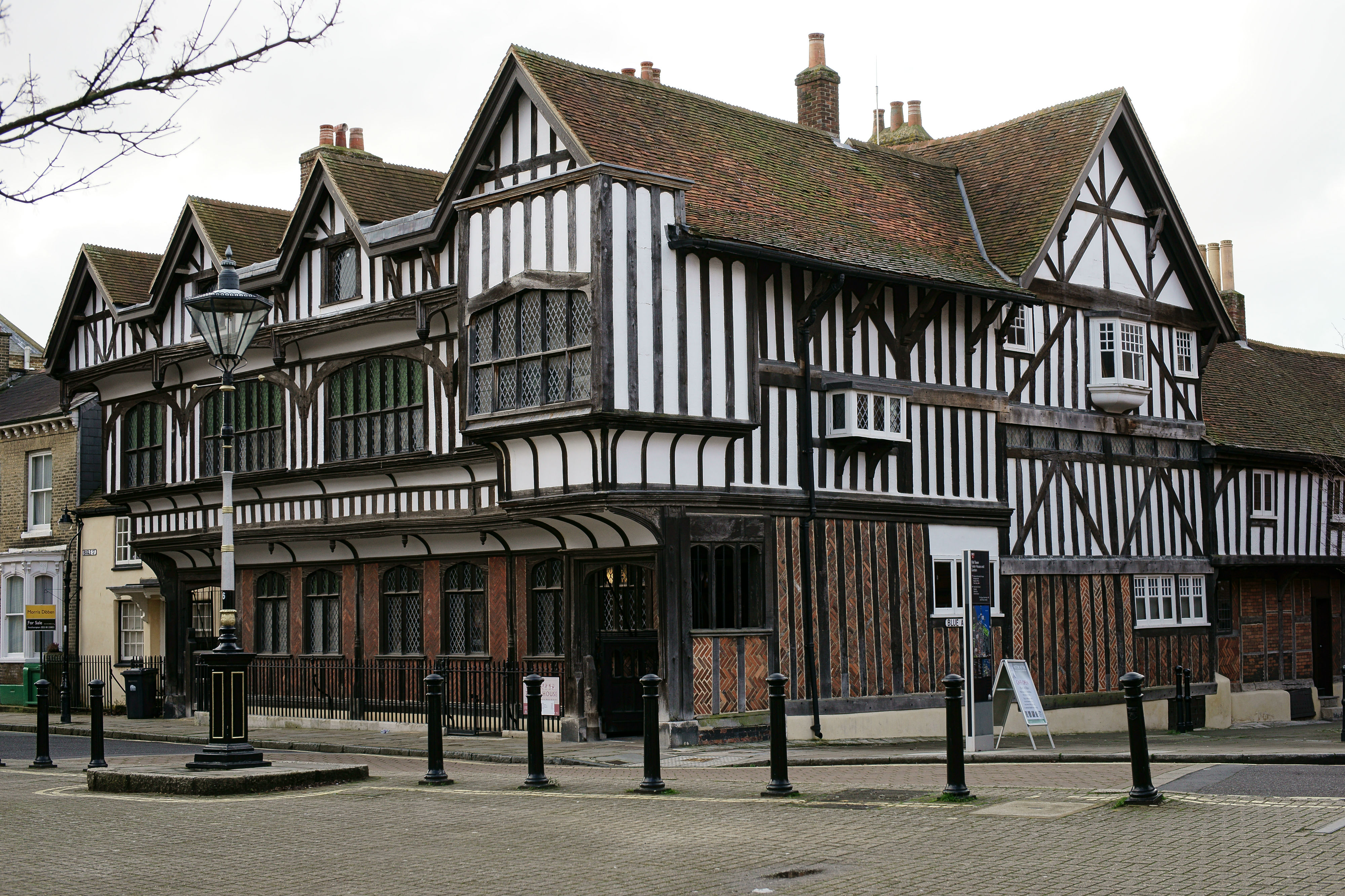

Tudor House and Garden est un bâtiment historique, un musée, une attraction touristique et un édifice classé Grade I dans le Southampton en Angleterre. Créée en tant que premier musée de Southampton en 1912, la maison a été fermée pendant neuf ans entre 2002 et 2011 au cours d'une rénovation importante